# Młyn klasztorny w Broumovie
Młyn klasztorny w Broumovie – młyn klasztorny, pierwotnie wybudowany w XIII w. w Broumovie.
Nad rzeką Ścinawką (cz. Stěnava), poniżej klasztoru przy alei (cz. třída) Soukenickiej 37 znajduje się młyn klasztorny, który należał do oo. benedyktynów. Pierwotny drewniany, wzmiankowany już 1296, ale od tego czasu przeszedł szereg przebudów. Za panowania opata Jana III Chotowskiego (1553–1575) został zburzony i w 1570 zastąpiony murowanym z kamienia. Renesansową przebudowę potwierdzają herby na fasadzie: opactwa z trzema różami i inicjałami CB oraz datą 1570 (po lewej) i z mieczem postawionym w słup i inicjałami J.C. (Johannes Chotowski) oraz datą 1570 (po prawej). Późniejsze barokowe przebudowy przedstawia szczyt północny. Nad bramą kartusz, w którym dwa lwy przednimi łapami trzymają koło wodne. Między ramionami koła cyfry roku 1884 a poniżej w tarczy inicjały F.G. (František Gramer). Obecny wygląd budynku jest zasługą młynarza F. Gramera a później przedsiębiorstwa Czechosłowackie Majątki Państwowe. W 1884 F. Gramer rozbudował młyn o kotłownię parową. W 1930 zarządca był Arnošt Hoffmann. W 1984 Czechosłowackie Państwowe Gospodarstwo Rolne podupadły budynek przeznaczyło na swoją siedzibę.

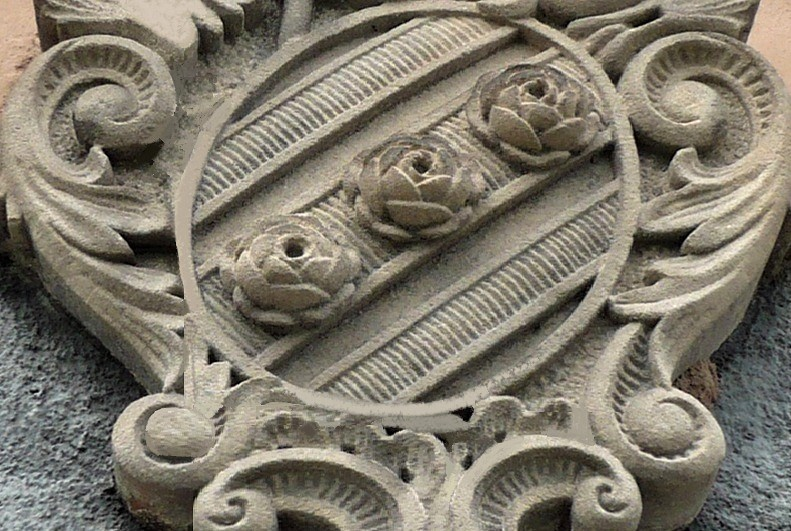
Przedstawienie herbu klasztoru
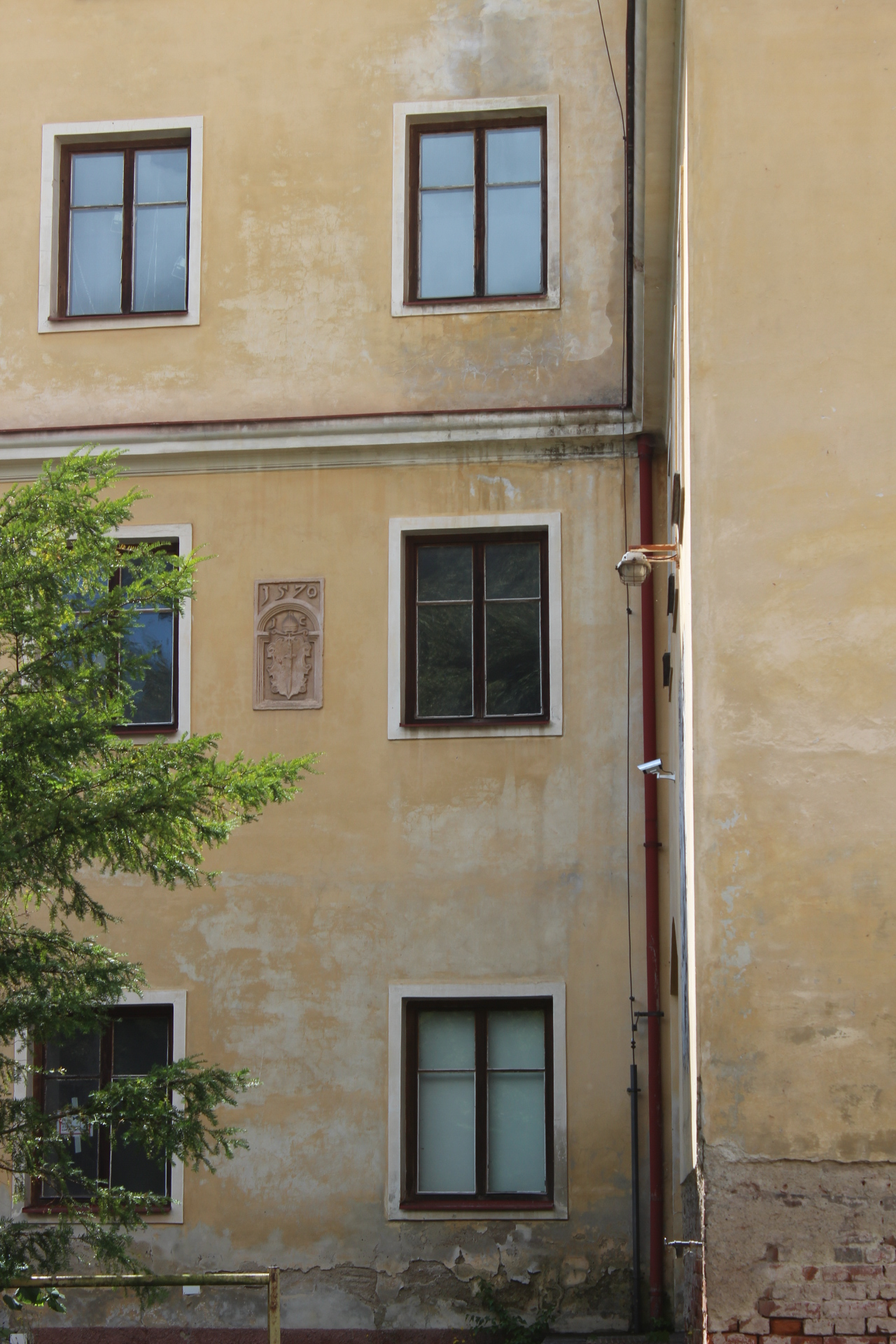
Herb
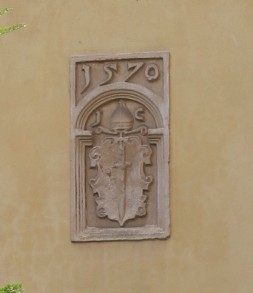
Herb i inicjały JC, Joannes III Chotowski
Ostoja
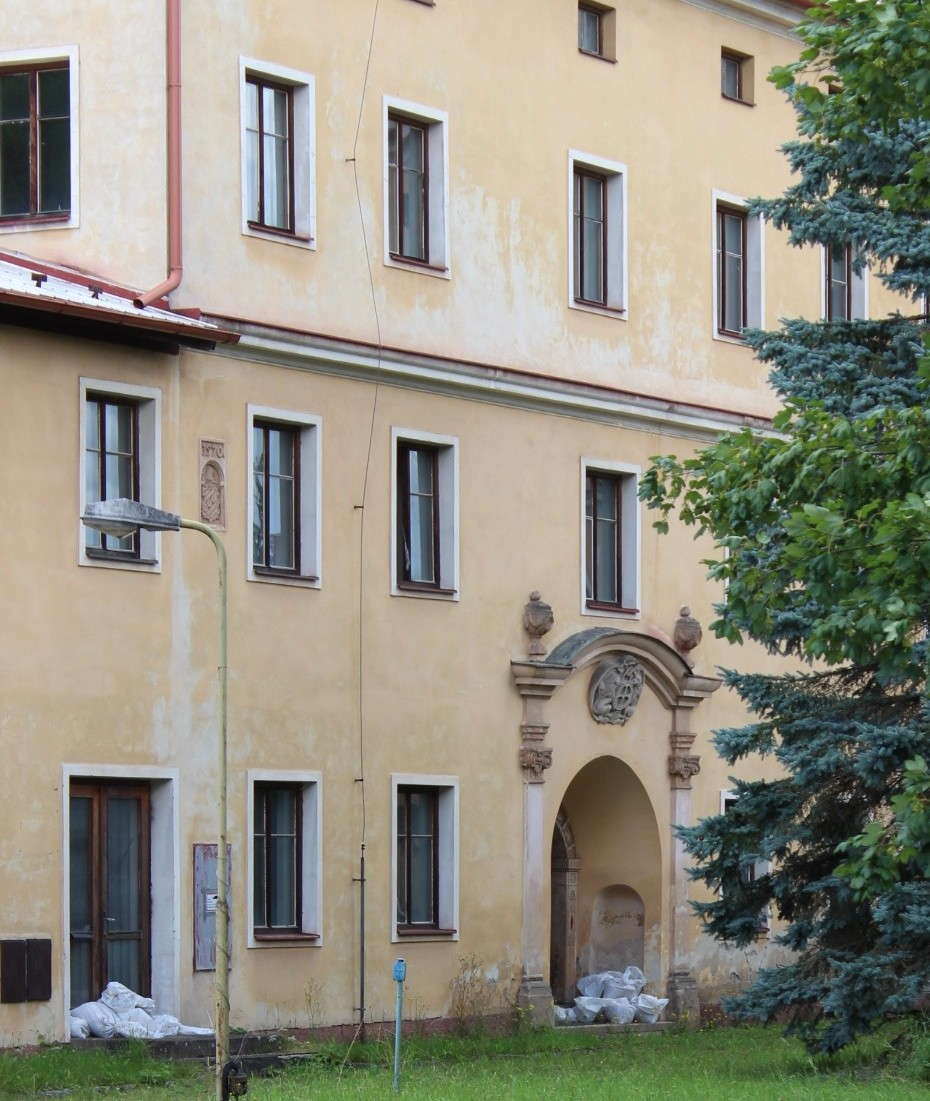
Brama
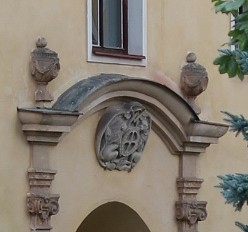
Kartusz nad bramą